# Efeito Faraday

Rotação do plano de polarização, devida ao efeito Faraday

O efeito Faraday é um fenômeno de polarização da luz através de relações entre a eletricidade e o magnetismo. O aparelho utilizado na percepção deste efeito foi simplesmente um pedaço de vidro grosso e um eletroímã em forma de ferradura, onde uma luz que emerge do vidro tem seu plano de polarização modificado pelo campo magnético. O efeito Faraday demonstrou a íntima relação entre as ondas de luz e o eletromagnetismo. Sabemos atualmente que o efeito é causado por pequeninas correntes elétricas dentro de átomos individuais. Quando colocadas em um forte campo magnético, essas correntes são ligeiramente modificadas dentro do átomo. Estas modificações produzem a rotação do plano de polarização.